# Bulnesia sarmientoi
Bulnesia sarmientoi är en pockenholtsväxtart som beskrevs av Paul Pablo Günther Lorentz och August Heinrich Rudolf Grisebach. Bulnesia sarmientoi ingår i släktet Bulnesia och familjen pockenholtsväxter. Inga underarter finns listade i Catalogue of Life.
Bulnesia sarmientoi är ett 18 meter högt träd, i Argentina och Paraguay kallat Palo balsamo, balsamträd och har en välluktande ved, ur vilken utvinns en välluktande ved, använd vid parfymtillverkning. Liksom den närbesläktade Bulnesia arborea används trädet på grund av sin hårdhet och hållfasthet ofta som virke för specialändamål.